# John McEwen (1er baronnet)
John Helias Finnie McEwen, 1er baronnet ou Jock McEwen (21 juin 1894 - 19 avril 1962), est un homme politique unioniste écossais qui est député conservateur de Berwick et Haddington de 1931 à 1945. 

## Jeunesse
John McEwen est le fils de Robert Finnie McEwen de Marchmont, Berwickshire, et de Bardrochat, Lieutenant adjoint et juge de paix du Berwickshire, et de Mary Frances, fille de RHD Dundas. Sa sœur, Katherine Isobel McEwen, épouse Roger Lumley (11e comte de Scarbrough) le 12 juillet 1922 à St Margaret's, Westminster. 
Il fait ses études au Collège d'Eton et au Trinity College de Cambridge. 

## Carrière
Pendant la Première Guerre mondiale, il sert dans les Cameron Highlanders et est promu capitaine en 1915. Il est transféré au Royal Army Flying Corps et fait prisonnier de guerre. Après la guerre, il rejoint le service diplomatique et en 1920, il est 3e secrétaire; 2e secrétaire en 1925, servant au ministère des Affaires étrangères de Londres, à Athènes et à Rome,. 
Lors des élections générales de 1929, il se présente à Berwick-upon-Tweed et Haddington pour le parti unioniste, mais échoue. Cependant, deux ans plus tard, il est élu à la Chambre des communes en tant que député conservateur de Berwick et Haddington aux élections générales de 1931, et occupe le siège jusqu'en 1945, date à laquelle il est battu. 
McEwen sert sous Neville Chamberlain en tant que whip adjoint du gouvernement 1938–39, sous-secrétaire d'État pour l'Écosse de 1939 à 1940 et sous Winston Churchill en tant que Lords du Trésor de 1942 à 1944. Il est président du Comité 1922, regroupant les députés conservateurs à la Chambre des communes de décembre 1944 à juin 1945. 
En 1953, il est créé baronnet de Marchmont dans le comté de Berwick et Bardrochat dans le comté d'Ayr,. À sa mort en 1962, son titre passe à son fils aîné, James. À la mort de James en 1971, son titre passe à son frère et au deuxième fils de John, Robert, car James a trois filles, mais pas de fils. Le détenteur actuel du titre est son petit-fils, John Roderick Hugh McEwen, 5e baronnet (né en 1965). 

## Vie privée

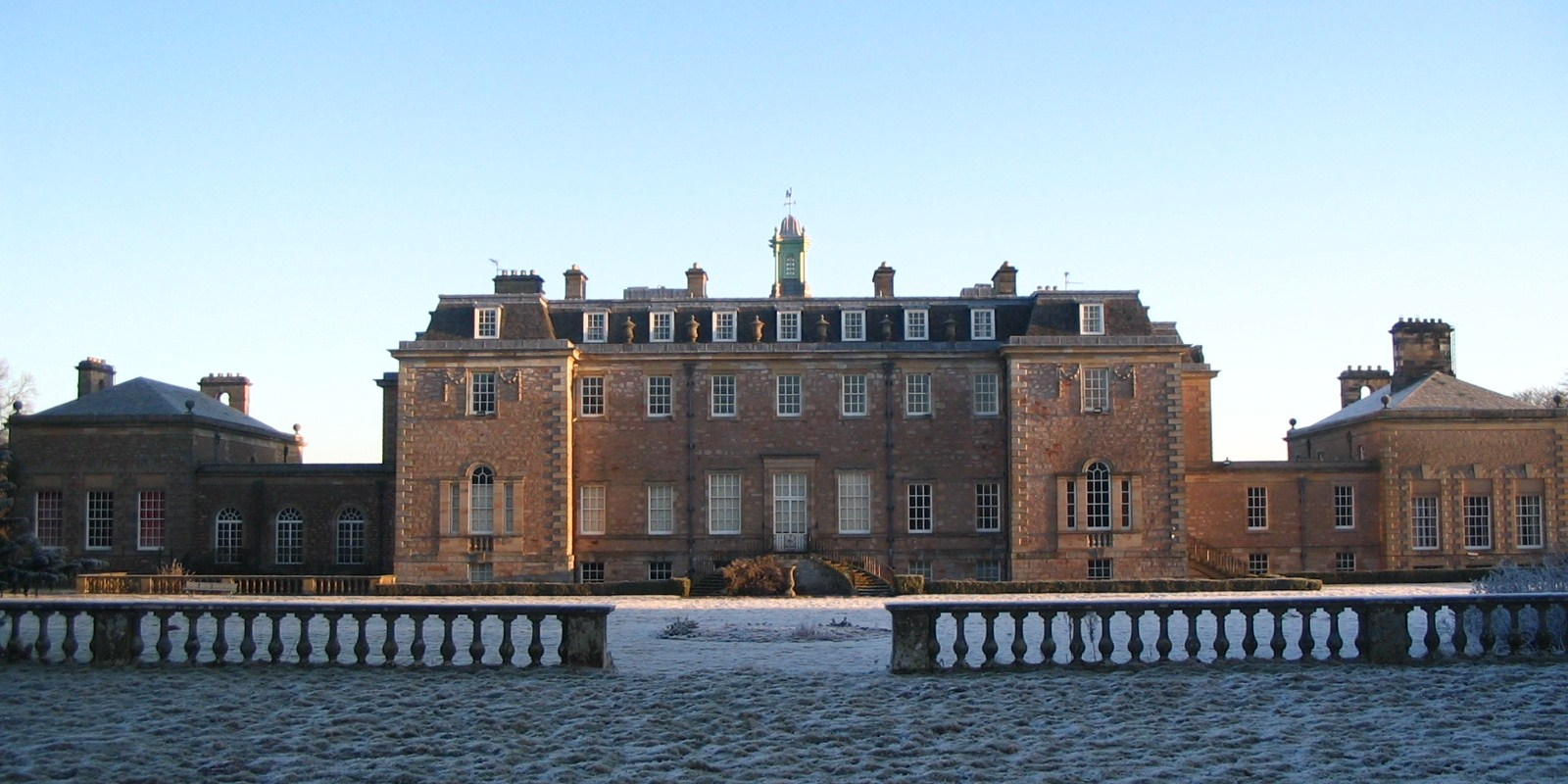
Marchmont House

En 1923, McEwen épouse Brigid Mary Lindley (décédée en 1971), fille de Francis Oswald Lindley (en) (1872-1950), diplomate britannique et petite-fille du botaniste et illustrateur John Lindley, qui, en 1840, contribue à sauver les jardins botaniques royaux de Kew de la destruction. Ils ont élevé leur famille à Marchmont House (en), à l'est de la petite ville de Greenlaw, en Écosse. Ensemble, ils ont sept enfants, dont : 
- James Napier Finnie McEwen de Marchmont et Bardrochat, 2e baronnet (1924-1971), qui épouse Clare Rosemary Sandars (née en 1934)
- Robert Lindley McEwen de Marchmont et Bardrochat, 3e baronnet (1926-1980), qui épouse Brigid Cecilia Laver, fille de James Laver (en) et Veronica Turleigh (en)
- Christian Mary McEwen (en) (1929–2006), qui épouse Frederick Fermor-Hesketh, 2e baron Hesketh (1916–1955).
- Rory McEwen (en) (1932–1982), un chanteur folk qui épouse Romana von Hofmannsthal (1935–2014), fille d'Ava Alice Muriel Astor et de son deuxième mari, Raimund von Hofmannsthal.
- Alexander Dundas McEwen (1935–2008), un musicien qui épouse Cecilia Gräfin von Weikersheim[9]
- David Fraser McEwen (1938-1976)
- John Sebastian McEwen (né en 1942)

Il meurt en avril 1962, âgé de 67 ans, et est remplacé comme baronnet par son fils aîné James. 

### Sources
- Kidd, Charles, Williamson, David (éditeurs). Peerage et Baronetage de Debrett (édition 1990). New York: St Martin's Press, 1990.